# Карачаганак – Оренбург
Карачаганак – Оренбург – газопровідна система, що входить до облаштування унікального нафтогазоконденсатного родовища Карачаганак, яке знаходиться на території Західно-Казахстанської області.
Газ Карачаганаку містить значні обсяги сірководню, тому з самого початку розробки родовища у 1984 році основним напрямком видачі видобутого тут газу є Оренбурзький газопереробний завод, який вилучає цю шкідливу речовину. Також на Оренбурзький ГПЗ постачали певні обсяги конденсату, хоча абсолютна більшість рідких вуглеводнів все-таки спрямовувалась по нафтопроводах Карачаганак – Великий Чаган – Атирау/Самара. 
Для транспортування до Оренбургу вуглеводнів сформували п’ятиниткову систему довжиною 140 км у складі:
- дві нитки діаметром 700 мм для природного газу;
- дві нитки діаметром 350 мм, через які перекачували як газ, так і нестабільний конденсат;
- одну нитку діаметром 350 мм для рідких вуглеводнів.
З осені 2018-го поставки нестабільного конденсату у напрямку Оренбурзького ГПЗ припинились.
Можливо також відзначити, що частина належного Казахстану після переробки на Оренбурзькому ГПЗ товарного газу повертається до Західно-Казахстанської області по трубопроводу Оренбург – Новопсков (інша частина подається по газопроводу Картали – Костанай та через узбецький кордон). 